# Marta Sobral
Marta de Souza Sobral, née le 23 mars 1964 à São Paulo, est une joueuse de basket-ball brésilienne. Elle est la sœur de Leila Sobral.

## Club
- - :  Hebraica
- - :  Santo André/Pirelli
- - :  Leite Moça/Sorocaba
- - :  Perdigão/Divino
- - :  Constecca/Sedox
- - :  Unimep/Piracicaba
- - :  Seara Paulínea
- - :  Virginia
- - :  Philadelphia Rage (ABL)
- - :  Fluminense
- - :  Paraná Basquete
- - :  Quaker/Jundiaí
- - :  Automóvel Clube/Campos
- - :  Clube de Desportos da Maxaquene

## Palmarès

### Jeux olympiques d'été
- Jeux olympiques de 2000 à Sydney, Australie
  - 7e
- Jeux olympiques de 1996 à Atlanta, États-Unis
  -  Médaille d'argent
- Jeux olympiques de 1992 à Barcelone, Espagne
  -  Médaille de bronze

### Championnat du monde
- Championnats du monde 1986, Union soviétique
  - 11e
- Championnats du monde 1983, Brésil
  - 5e

### Jeux Panaméricains
- Jeux Panaméricains 1991 à la Havane Cuba
  -  Médaille d'or
- Jeux Panaméricains 1987 à Indianapolis États-Unis
  -  Médaille d'argent
- Jeux Panaméricains 1983 à Caracas Venezuela
  -  Médaille de bronze

### Championnats des Amériques
- Championnats des Amériques 1997, Brésil
  -  Médaille d'or
- Championnats des Amériques 1993, Brésil
  -  Médaille d'argent
- Championnats des Amériques 1989, Brésil
  -  Médaille d'argent

### Championnats d'Amérique du Sud
- Médaille d'or en 1995 au Brésil
- Médaille d'or en 1993 en Colombie
- Médaille d'or en 1991 en Colombie
- Médaille d'or en 1989 au Chili
- Médaille d'or en 1986 au Brésil
- Médaille d'or en 1981 au Pérou